# Hendrick van den Broeck
Pour les articles homonymes, voir Vandenbroek.
Hendrick van den Broeck, dit « Hendricus Malinus », parfois identifié comme Arrigo Fiammingo, né à Malines entre 1520 et 1540 et mort le 28 septembre 1597 à Rome, est un peintre flamand de la Renaissance tardive de la période maniériste, actif principalement en Italie.

## Biographie
Frère du peintre Crispin van den Broeck et de Willem van den Broeck, Hendrick van den Broeck était un élève de Frans Floris.
Il a travaillé à Naples, Florence, en Ombrie et à Rome. Il a travaillé avec Giorgio Vasari à Rome sur la décoration de la Sala Regia du Vatican. Il y a également aidé Cesare Nebbia à décorer la chapelle Santa Maria Maggiore, ainsi que la Sixtine, où il a peint une Résurrection du Christ sur la contrefaçade de l’entrée, où, auparavant, il y avait eu un tableau de Ghirlandaio.
En 1565, il a également travaillé dans la chapelle des Prieurs au Palais des Prieurs à Pérouse, où il a peint une crucifixion et restauré les fresques de Bonfiglio.